# Mercedes Pinto
Pinto y Armas est un nom espagnol. Le premier nom de famille, en général paternel, est Pinto ; le second, en général maternel, souvent omis, est Armas.
Mercedes Pinto Armas, née à Santa Cruz de Tenerife le 12 octobre 1883 et morte à Mexico le 21 octobre 1976, est une écrivaine hispano-mexicaine, surtout connue pour son premier roman de 1926 Él adapté au cinéma par Luis Buñuel, alors en exil au Mexique, dans le film Él  (1952) et pour une conférence de 1923 à l'Université centrale de Madrid intitulée Le divorce comme mesure hygiénique, après laquelle Miguel Primo de Rivera donne l'ordre de la faire bannir.
Féministe, elle s'implique dans des activités sociales, culturelles et politiques. La majeure partie de son œuvre littéraire — romans, poésies, pièces de théâtre et une vaste production journalistique — est élaborée en Amérique latine où elle se réfugie et vit à partir de 1924.

## Biographie

### Premières années: Tenerife
Mercedes Josefa Francisca del Pilar Pinto Armas de la Rosa y Clós est née dans un milieu cultivé et aisé, sa mère est pianiste et son père Francisco María Pinto de la Rosa est professeur, écrivain et critique littéraire. Il meurt deux ans après la naissance de Mercedes. Dès son plus jeune âge, elle écrit des poèmes.
En 1909, elle épouse le capitaine de vaisseau Juan de Foronda y Cubillas, avec lequel elle a trois enfants : Juan Francisco né en 1909, Ana María née en 1910 et Pituka né en 1918. Après le mariage, son mari commence à présenter des symptômes de troubles psychotiques de paranoïa avec notamment des délires de jalousie ce qui se traduit en mauvais traitements physiques et émotionnels envers sa femme. En 1919, elle doit le faire admettre dans un hôpital, d'où il sort avec l'aide de sa famille et contre les recommandations des médecins.

### Exil à Madrid
Avec ses trois enfants Mercedes Pinto s’exile à Madrid où elle rencontre Rubén Rojo, un jeune avocat qui l’aide durant son processus de séparation et devient son partenaire sentimental. Dans la capitale espagnole Mercedes Pinto entame une nouvelle vie, se lie d'amitié avec des intellectuels tels que Carmen de Burgos et José Ortega y Gasset et commence à collaborer avec des journaux et revues espagnoles réputées comme Prensa Gráfica, La Acción ou Lecturas. En 1922 naît son premier fils, issu de sa relation avec Rubén Rojo, et l'année suivante, elle donne un récital de poésies à l'Athénée de Madrid. Un recueil en est ensuite publié sous le titre, Brisas del Teide. Sa poésie s'inscrit dans celle de l'avant-garde européenne du début du XXe siècle.
C'est également à cette époque qu'elle commence à donner des conférences au sein de la Ligue internationale des femmes ibériques et latino-américaines, présidée par son amie Carmen de Burgos.
Le 25 novembre 1923 elle donne une conférence à l'université de Madrid intitulée Le divorce comme mesure d'hygiène,, à la suite de laquelle sur ordre du dictateur Primo de Rivera, elle devrait être bannie et déportée dans l'île de Bioko en Guinée équatoriale, alors colonie espagnole. Informée de l'ordre de bannissement, elle décide de s'exiler en Uruguay avec Rubén Rojo et ses quatre enfants. À Lisbonne, ville de départ pour Montevideo, son fils aîné, âgé de 15 ans, meurt d'une grave maladie. Son cinquième fils, Gustavo, naît pendant la traversée de l'Atlantique.

### Amérique latine

#### Uruguay
En Uruguay, où elle se remarie légalement, elle occupe des postes au sein du gouvernement, et est la première femme à prendre la parole au conseil des ministres. Elle intègre le milieu intellectuel de Montevideo où elle côtoie entre autres Juana de Ibarbourou. Elle fonde la Casa del Estudiante pour la promotion de la culture, et reçoit des invités comme Rabindranath Tagore, Luigi Pirandello ou Alfonsina Storni. Elle lance également la revue Vida Canaria et rédige son roman inspiré de sa vie personnelle, Él, adapté au cinéma vingt-six ans plus tard en 1952 par Luis Bunuel dont il se servira également en 1955 pour La Vie criminelle d'Archibald de la Cruz. D'autres œuvres telles que Cantos de muchos puertos et la pièce de théâtre Un señor cualquiera, dont la première a lieu au Teatro Solís de Montevideo en 1930 sont également publiées. Elle travaille pour des revues telles que Mundo Uruguayo et pour le journal El Día. Toujours dans la capitale uruguayenne, elle crée sa propre compagnie théâtrale, la Compañía Teatral de Arte Moderno, pour laquelle elle est conseillère littéraire et directrice artistique et dans laquelle tous ses enfants, Ana María et Pituka de Foronda, Rubén Rojo et Gustavo Rojo font leurs débuts en tant qu’acteurs.

#### Voyages et séjours dans d'autres pays d'Amérique latine
Invitée par le gouvernement  du Paraguay, elle participe aux célébrations commémorant l'indépendance du pays, elle donne une conférence à l'université d’Asunción. En Argentine, elle donne une conférence sur le thème des femmes, à l'Université nationale de Tucumán. En Bolivie, elle continue à mener diverses campagnes d'éducation populaire parallèlement aux représentations de sa compagnie théâtrale.
En 1933, elle s'installe avec sa famille au Chili, où elle rencontre Pablo Neruda qui, impressionné par sa personnalité, lui dédie quelques vers. C'est également dans ce pays qu'elle publie son deuxième roman, Ella, en 1934.
De 1935 à 1943, elle vit à Cuba, où elle travaille à la défense de la République espagnole, parle à la radio et occupe un poste d'éducatrice. À Cuba, elle fait entendre sa voix en solidarité avec le peuple juif et participe à l'accueil des réfugiés fuyant la barbarie nazie.

#### Établissement au Mexique
En 1943, après la mort de son second mari, elle s'installe définitivement au Mexique et prend la nationalité du pays. Ses enfants Pituka de Foronda, Rubén et Gustavo Rojo commencent une carrière dans le cinéma mexicain.
Dans tous ces lieux Chili, Cuba et Mexique, jusqu'à sa mort, elle maintient une intense activité de conférencière, dramaturge et journaliste, publiant ses dernières collaborations dans le supplément Los Jueves de Excelsior et ce au service des droits et de la protection des femmes, de la classe ouvrière et de la modernisation de l'éducation.
En 1953, elle participe à un cycle sur l'art contemporain organisé au Círculo de Bellas Artes dans sa ville natale à Santa Cruz de Tenerife, elle séjourne également à Madrid où ses fils commencent à apparaître dans des films espagnols, toutefois malgré ces visites sporadiques, elle n'est jamais restée longtemps dans l'Espagne franquiste.
Le 21 octobre 1976, Mercedes Pinto meurt à Mexico d'un arrêt cardiaque. Sur sa tombe figurent les premiers vers du poème que Pablo Neruda lui avait dédié.